# Avery Island

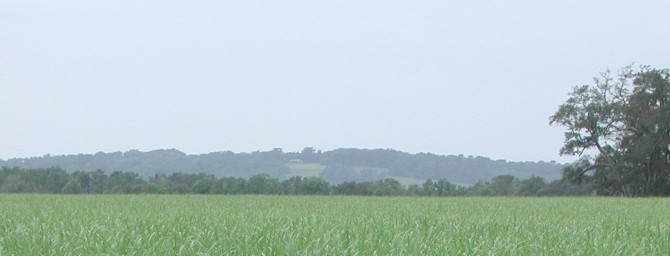
Avery Island verheft zich boven het vlakke landschap

Zoutontginning, Avery Island, Louisiana

Avery Island (historisch Île Petite Anse) is een zoutdiapier die bekend is als bron van de Tabascosaus. Het bevindt zich in Iberia Parish in Louisiana in de Verenigde Staten en ligt ongeveer vijf kilometer landinwaarts vanaf Vermilion Bay, een baai die verbinding heeft met de Golf van Mexico. Het eiland heeft een geringe bevolking.

## Geschiedenis
Het eiland werd genoemd naar de familie Avery, die zich hier rond 1830 vestigde. Al lange tijd hiervoor hadden de Indianen ontdekt dat er onder de rijke flora van Avery Island een rijke natuurlijke hulpbron bevond, een enorme zoutdiapier. De Indianen kookten er het bronwater om er het zout van te scheiden en verhandelden dit zout met andere stammen die zich tot in centraal Texas, Arkansas en Ohio bevonden.
In 1818 begon John Craig Marsh een suikerplantage op het eiland vanwege de vruchtbare bodem. Het eiland werd Petite Anse Island genoemd, wat "kleine cove (inham)" in het Cajun-Frans betekent. Zijn dochter, Sarah Craig Marsh, trouwde met Daniel Dudley Avery in 1837. Daniel Dudley Avery was jurist afkomstig uit Baton Rouge. In 1849 werd Daniel mede-eigenaar van de suikerplantage van zijn schoonfamilie en in 1855 werd hij de enige eigenaar. Edmund McIlhenny trouwde met Mary Eliza Avery, de dochter van Daniel Dudley Avery en Sarah Marsh Avery. Deze richtte in 1868 de McIlhenny Company op en begon met de productie van Tabascosaus.

## Geografie
Avery Island is langs alle zijden omgeven door bayous (traag bewegende, modderige rivieren), zoutmoerassen en broekbossen. Het ligt ongeveer 225 kilometer ten westen van New Orleans. Het eiland is enkel toegankelijk via een tolweg: een tolbrug waarbij enkel het inkomende verkeer een lage tol dient te betalen.
Het hoogste punt van het eiland bevindt zich 50 meter boven zeeniveau. Het heeft een oppervlakte van 8,9 vierkante kilometer en is op zijn breedste punt vier kilometer breed.

### Geologie
Avery Island is een enorme koepel van zout die vijf kilometer lang is en vier kilometer breed. Deze werd gecreëerd door opwellen van oude evaporietafzettingen bestaande uit haliet (zout) die zich in deze regio bevinden. Avery Island is een van vijf zoutdiapieren die oprezen boven de vlakke kustregio van Louisiana.

## Overheidsinfrastructuur
De United States Postal Service heeft een postkantoor op Avery Island.

## Onderwijs
Het publieke onderwijs in de regio wordt georganiseerd door het 'Iberia Parish School System'. Studenten kunnen naar school gaan in New Iberia.